# EuroNatur-Preis
Der EuroNatur-Preis (früher EuroNatur Umweltpreis) wird von der Naturschutzstiftung EuroNatur seit 1993 vergeben. Der Preis ist undotiert und wird an Personen verliehen, die sich in herausragender Art und Weise für den Naturschutz eingesetzt haben. Die Stiftung wurde 1987 gegründet und hat ihren Sitz in Radolfzell am Bodensee. Ziel der europaweit ausgewählten Schutzprojekte ist der Erhalt des europäischen Naturerbes in seiner Vielfalt. 

## Preisträger
- 1992
  - Umweltstädte-Partnerschaft Sersheim (Deutschland) / Canale (Italien)
- 1993
  - Matthias Kleinert, Leiter des Bereichs Politik und Außenbeziehungen der DaimlerChrysler AG
- 1994
  - Jürgen Weber, Vorstandsvorsitzender der Deutsche Lufthansa AG
- 1995
  - Dieter Stolte, ZDF-Intendant
- 1996
  - Arnulf Müller-Helmbrecht, Generalsekretär der Bonner Konvention
  - Ulf Doerner, Dipl.-Ing. für Umwelttechnik
- 1997
  - Bernhard Friedmann, ehemaliger Präsident des Europäischen Rechnungshofes
- 1998
  - Matthias Platzeck, Ministerpräsident des Landes Brandenburg
- 1999
  - Klaus Töpfer, Exekutivdirektor des Umweltprogramms der Vereinten Nationen (UNEP)
- 2000
  - Volker Angres, Leiter der ZDF-Umweltredaktion
  - Ernst Waldemar Bauer, Naturfilmer
- 2001
  - Karl Ludwig Schweisfurth
  - Claus Hipp, Manager
- 2002
  - Charles Mountbatten-Windsor, Prince of Wales für seinen Einsatz für den ökologischen Landbau sowie sein Engagement für eine menschliche und umweltfreundliche Architektur und die Bewahrung intakter Kulturlandschaften
- 2003
  - Michail Sergejewitsch Gorbatschow, Präsident der Vereinigung Internationales Grünes Kreuz, für seine Verdienste um die internationale Umweltverständigung
- 2004
  - Nelson Mandela für sein großes Engagement für einen Frieden mit der Natur und zur Bewahrung unersetzlicher Naturparadiese
- 2005
  - Roland Emmerich für seine filmische Auseinandersetzung mit den Gefahren des Klimawandels
- 2006
  - Hans Bibelriether, Leiter des Nationalparks Bayerischer Wald, für sein Lebenswerk
- 2007
  - Luc Hoffmann in Anerkennung seines lebenslangen Wirkens für die Erhaltung des europäischen Naturerbes
- 2008
  - Herbert Sukopp, Hochschullehrer an der TU Berlin, für besondere Verdienste im Naturschutz.
- 2009
  - Insel Tilos für ihre langjährigen Bemühungen für den Vogelschutz, insbesondere für die Durchsetzung eines Jagdverbotes, das seit 1993 gilt.
- 2010
  - Ernst Paul Dörfler wurde in Anerkennung seines langjährigen Einsatzes für die Erhaltung des europäischen Naturerbes, insbesondere in der Elbe-Flusslandschaft, ausgezeichnet.
- 2011
  - Goran Gugic für herausragendes Engagement für den Schutz der Flusslandschaften an Save und Drau.
- 2012
  - Dagi Kieffer, Gründerin der Stiftung Ökologie & Landbau, für herausragendes Engagement für den Ökologischen Landbau.
- 2013
  - Mario Broggi, Forstingenieur und Ökologe, für sein Engagement für den Schutz der Biodiversität in Europa.
- 2014
  - Hnuti Duha, tschechische Umwelt- und Naturschutzorganisation, für herausragendes Engagement für den Schutz des Šumava-Nationalparks / Grünes Band Europa.
- 2015
  - Jonathan Franzen, US-amerikanischer Bestseller-Autor und begeisterter Vogelbeobachter, für sein großes Engagement für den Schutz der Zugvögel  in Europa.
- 2016
  - Gabriel Paun, rumänischer Biologe und Campaigner, für sein herausragendes Engagement für den Schutz der Urwälder in Rumänien.
- 2017
  - Gudrun Steinacker, ehemalige Botschafterin in Montenegro, für „herausragendes Engagement für den Schutz der Saline Ulcinj“.[1]
- 2018
  - Roberto Epple, Präsident des European Rivers Network, für „herausragendes Engagement für den Schutz der europäischen Flusslandschaften“.[2]
- 2019
  - Die „mutigen Frauen von Kruščica“, für „ihren außergewöhnlichen Mut und ihr Durchhaltevermögen zum Schutz ihres Flusses“.[3]
- 2020
  - Gemeinde Mals, für deren Einsatz für eine Landwirtschaft ohne Pestizide.[4]
- 2021
  - Die Forschenden des Weltbiodiversitätsrat IPBES (Intergovernmental Science-Policy Platform on Biodiversity and Ecosystem Services) für ihr herausragendes Engagement für den Schutz der biologischen Vielfalt und der Umwelt.[5]
- 2022
  - Antje Grothus (Deutschland), Fedir Hamor und die Organisation Free Svydovets (beide Ukraine) für ihren Einsatz zum Schutz von Wäldern
- 2023
  - Flussschutzbündnis Koalicja Ratujmy Rzeki Herausragendes Engagement für den Schutz frei fließender Flüsse in Polen und grenzübergreifende Zusammenarbeit.